# Дарджилинг (округ)
Дарджи́линг (англ. Darjeeling, бенг. দার্জিলিং জেলা, непальск. दार्जीलिङ जिल्ला) — самый северный округ в индийском штате Западная Бенгалия. Знаменит своей красивой горной станцией, Дарджилингом (которую часто называют «королевой Гималаев») и ароматным чаем «Дарджилинг», который выращивают на территории округа. Другие крупные города округа: Калимпонг, Курсеонг и Силигури.
В 1988 году был создан Совет горных гуркхов Дарджилинга (DGHC), получивший автономию управления в данном округе. Несмотря на это, более радикальные силы непальского сопротивления вынашивают план создания нового штата Горкхаланд, в состав которого входит помимо данного округа ещё дополнительная территория.
Совет горных гуркхов Дарджилинга подчиняется штату Западная Бенгалия и имеет в своём распоряжении подокруга Дарджилинг, Калимпонг, Курсеонг. Четвёртый подокруг Силигури не относится к автономной территории и находится в тераях.
Водоёмы: Сенчал и др.